# Ejal Ran
Ejal Ran (ang. Eyal Ran; ur. 21 listopada 1972 w Kirjat Ono) – izraelski tenisista, reprezentant w Pucharze Davisa.

## Kariera tenisowa
Karierę zawodową Ran rozpoczął w 1993 roku, a zakończył w 2001 roku.
W grze podwójnej tenisista izraelski wygrał jeden turniej kategorii ATP World Tour, w 2000 roku w Bukareszcie, oraz osiągnął trzy finały.
W latach 1992–2000 Ran reprezentował Izrael w Pucharze Davisa. Rozegrał przez ten okres łącznie 15 meczów, z których w 5 zwyciężył.
W rankingu gry pojedynczej Ran najwyżej był na 138. miejscu (21 kwietnia 1997), a w klasyfikacji gry podwójnej na 71. pozycji (11 października 1999).
Po zakończeniu kariery, w 2005 roku, został kapitanem izraelskiej drużyny w Pucharze Davisa.

### Finały w turniejach ATP World Tour
| Nazwa                        |
| ---------------------------- |
| Wielki Szlem                 |
| Igrzyska olimpijskie         |
| ATP Tour World Championships |
| ATP Masters Series           |
| ATP Championship Series      |
| ATP World Series             |

#### Gra podwójna (1–3)
| Końcowy wynik | Nr | Data             | Turniej   | Nawierzchnia | Partner        | Przeciwnicy                      | Wynik finału  |
| ------------- | -- | ---------------- | --------- | ------------ | -------------- | -------------------------------- | ------------- |
| Finalista     | 1. | 13 kwietnia 1997 | Ćennaj    | Twarda       | Oleg Ogorodov  | Leander Paes Mahesh Bhupathi     | 7:6, 7:5      |
| Finalista     | 2. | 14 września 1997 | Taszkent  | Twarda       | Hiszam Arazi   | Vincenzo Santopadre Vince Spadea | 4:6, 7:6, 0:6 |
| Finalista     | 3. | 8 sierpnia 1999  | Amsterdam | Ceglana      | Devin Bowen    | Paul Haarhuis Sjeng Schalken     | 3:6, 2:6      |
| Zwycięzca     | 1. | 17 września 2000 | Bukareszt | Ceglana      | Alberto Martín | Devin Bowen Mariano Hood         | 7:6(4), 6:1   |